# Автоном
Автоном (на латински: Autonomus) е римски християнски духовник и свещеномъченик.
Първоначално епископ в Италия, вероятно на Пренест, заради Диоклециановите гонения той бяга във Витиния, където основава християнска общност в селището Сореос край Никомедия и предприема мисионерски обиколки до Ликаония и Исаврия.
През 313 година християните нападат и разрушават езически храм в близко до Сореос селище, след което са нападнати от езичниците в църквата си в Сореос, при което е убит и епископ Автоном.